# Непомнящий, Валентин Семёнович
Валенти́н Семёнович Непо́мнящий (9 мая 1934, Ленинград — 15 сентября 2020, Москва) — советский и российский литературовед-пушкинист. Доктор филологических наук. Лауреат Государственной премии Российской Федерации (2001).

## Биография
Окончил филологический факультет МГУ, отделение классической филологии (1957); одногруппник будущего академика М. Л. Гаспарова. В 1963—1992 годах работал редактором в журнале «Вопросы литературы», вёл факультативы во Второй физико-математической школе.
В конце 1960-х годов был исключён из КПСС за подготовку коллективного письма в поддержку политзаключенных Ю. Галанскова и А. Гинзбурга. В 1971 году вместе с известными советскими пушкинистами Татьяной Цявловской, Натаном Эйдельманом и Ильёй Фейнбергом участвовал в просмотре и обсуждении поставленного Михаилом Козаковым во МХАТе спектакля «Медная бабушка» по пьесе Леонида Зорина об Александре Пушкине. Особо выделял выдающуюся игру Ролана Быкова, исполнявшего роль Пушкина.
С 1992 года — старший научный сотрудник Института мировой литературы РАН. Председатель Пушкинской комиссии ИМЛИ (с 1988 года). Доктор филологических наук (1999, по докладу «Феномен Пушкина как научная проблема: к методологии историко-литературного изучения»). Лауреат Государственной премии России 2000 года в области просветительской деятельности за книгу «Пушкин. Русская картина мира».
Специалист по творчеству Александра Сергеевича Пушкина, автор книг «Поэзия и судьба. Статьи и заметки о Пушкине» (1983, дополненное издание 1987), «Пушкин. Русская картина мира» (1999), «Да ведают потомки православных. Пушкин. Россия. Мы» (2001), «На фоне Пушкина» (2014).
Супруга — актриса Татьяна (Елена) Евгеньевна Непомнящая (1931—2024); сын Павел.
Валентин Семёнович скончался 15 сентября 2020 года. Похоронен на Бутовском кладбище, уч. 30.

## Основная библиография

### Книги
- Поэзия и судьба: Статьи и заметки о Пушкине. — М.: Сов. писатель, 1983. — 367 с.
  - Поэзия и судьба: Над страницами духовной биографии Пушкина. 2-е изд., доп. — М.: Сов. писатель, 1987. — 448 с.
  - Поэзия и судьба: Книга о Пушкине. 3-е изд., доп. — М.: Моск. гор. фонд поддержки шк. книгоиздания: Моск. учеб., 1999. — 478 с.
- «Моцарт и Сальери», трагедия Пушкина: движение во времени: Антология трактовок и концепций от Белинского до наших дней / [Сост. и коммент. В. С. Непомнящего]. — М.: Наследие, 1997. — 935 с. — (Пушкин в XX веке: Ежегодное издание Пушкинской комиссии. Вып. 3).
- Дар: Русские священники о Пушкине / [Сост., подгот. текстов и коммент. М. Д. Филина, В. С. Непомнящего]. — М.: Русский мир: Вече, 1999. — 590 с.
- Пушкин. Русская картина мира. — М.: Наследие, 1999. — 543 с. — (Пушкин в XX веке: Ежегодное издание Пушкинской комиссии. Вып. 6).
  - То же. — М.: Терра: Книжный клуб Книговек, 2019. — 688 с.
- Речи о Пушкине: 1880—1960-е годы / Сост., подгот. текстов и коммент. В. С. Непомнящего и М. Д. Филина; Послесл. В. С. Непомнящего. — М.: Текст, 1999. — 390 с.
- Лирика Пушкина как духовная биография: Репетиция книги: В помощь преподавателям, старшеклассникам и абитуриентам. — М.: Изд-во Моск. ун-та, 2001. — 239 с. — (Перечитывая классику).
- Пушкин: Избранные работы 1960-х — 1990-х гг. — М.: Моск. учеб., 2001.
  - Кн. 1: Поэзия и судьба. — 495 с.
  - Кн. 2: Пушкин. Русская картина мира. — 495 с.
- На фоне Пушкина. — М.: Эгмонт Россия, 2014.
  - Т. 1. — 479 с.
  - Т. 2. — 400 с.
- Удерживающий теперь: Пушкин в судьбе России: Избранные работы и выступления. — М.: ПСТГУ, 2022. — 650 с.

### Статьи
- Двадцать строк. Пушкин в последние годы жизни и стихотворение «Я памятник себе воздвиг нерукотворный» // Вопросы литературы. 1965. — № 4.
- Зачем мы читаем Пушкина. Ответ проф. Д. Д. Благому // Вопросы литературы. 1966. — № 7.
- О «маленьких трагедиях» // А. С. Пушкин. Маленькие трагедии. — М., 1967.
- Заметки о сказках Пушкина // Вопросы литературы. 1972. — № 3.
- Пушкин // Большая советская энциклопедия, т. 21, 1976.
- Молодой пушкинист Анна Ахматова // Вопросы литературы. 1978. — № 1.
- Предназначение // Новый мир. 1979. — № 6.
- «Пророк». Художественный мир Пушкина и современность. // Новый мир. 1987. — № 1.
- Удерживающий теперь. Феномен Пушкина и исторический жребий России. К проблеме целостной концепции русской культуры. Архивная копия от 31 декабря 2014 на Wayback Machine // Новый мир. 1996. — № 5
- Христианство Пушкина: легенды и действительность // Ежегодная богословская конференция Православного Свято-Тихоновского богословского института. М., 1997. — С. 75-82.
- Служение Церкви в современном мире и судьба светской культуры: (Тез. докл. 29 апр. 1993 г. в Российской академии управления на конф. «Культура и религия: линия сопряжения») // Ежегодная богословская конференция Православного Свято-Тихоновского богословского института. М., 1998. — С. 70-75.
- Еще одно «пропагандистское» заявление Архивная копия от 28 сентября 2020 на Wayback Machine // Фома. 2008. — № 12 (68) декабрь. — С. 127.

## Награды и премии
- Медаль Пушкина (4 июня 1999 года) — в ознаменование 200-летия со дня рождения А. С. Пушкина, за заслуги в области культуры, просвещения, литературы и искусства[9].
- Государственная премия Российской Федерации в области литературы и искусства 2000 года (6 июня 2001 года) — за книгу «Пушкин. Русская картина мира»[10].
- Почётная грамота Московской городской Думы (10 июня 2009 года) — за заслуги перед городским сообществом[11].